# Doodslag op Daniël van Cotthem
De doodslag op Daniël van Cotthem op 9 januari 2000 was een geruchtmakend geweldsmisdrijf in Nederland, waarbij een 17-jarige man op station Vlaardingen-Oost in Vlaardingen door een groepje jongeren op zijn hoofd werd geslagen. Daniël van Cotthem werd hierdoor postuum bekend als slachtoffer van zinloos geweld.
Op vrijdagavond 7 januari 2000 wilde Daniël zijn vriendin Loes met de trein naar huis brengen, maar op station Vlaardingen-Oost kreeg hij een harde klap op zijn hoofd van een groep dronken jongeren, bestaande uit Mike H.(23), Rita D.(17), Remi B.(22) en Arnout B.(22). Ze gingen terug naar het huis van Daniël’s ouders, waarna zijn vriendin met de auto terug naar huis gebracht is. Daniël voelde zich goed en heeft toen besloten om niet naar het ziekenhuis te gaan. 
De volgende ochtend is Daniël door zijn ouders bewusteloos in zijn bed gevonden. Hij is toen direct met spoed naar het ziekenhuis gebracht. De volgende ochtend, op 9 januari 2000, overleed Daniël aan de zwelling in zijn hersenen.
Hoofdverdachte Mike H. werd datzelfde jaar veroordeeld tot een celstraf van vijf jaar en tbs. In hoger beroep werd dat teruggebracht tot vier jaar cel en tbs. Medeverdachte Rita D. kreeg een jaar jeugddetentie, de tweelingbroers Remi B. en Arnout B. kregen respectievelijk celstraffen van 3,5 en 2 jaar.
Na zijn dood werd de zaak Daniël van Cotthem een symbool voor zinloos geweld in Nederland, waar rond de millenniumwisseling veel maatschappelijke verontwaardiging over was. Er werden twee stille tochten georganiseerd waarbij er bij de tweede ongeveer 20 duizend mensen meeliepen.
In het nummer Zinloos van Lange Frans & Baas B uit 2004 over zinloos geweld komt de zaak van Daniël van Cotthem in het eerste couplet terug.